# Duvbo kyrka
Duvbo kyrka är belägen i stadsdelen Duvbo i Sundbybergs kommun och tillhör Sundbybergs församling i Stockholms stift. Kyrkan står i en brant bergssluttning mitt ibland villabebyggelse. I närheten finns ett skolhus.

## Kyrkobyggnaden
Duvbo kyrka är tvåskeppig med ett torn i nordvästra änden. Tornets bottenvåning fungerar som vapenhus och där finns huvudingången. En vidbyggd sakristia finns i hörnet mellan koret och sidoskeppet. Långhuset har ett sadeltak som är täckt med falsad rödmålad plåt, medan tornets tak är täckt med kopparplåt. Kyrkorummet har vitmålade väggar och täcks av en öppen takstol. Ritningarna är utförda av arkitekt David Jansson.

## Historik
År 1893 grundades Sällskapet för främjande av kyrklig själavård, sedermera Kyrkfrämjandet. Initiativtagare var rotemannen Carl Alm, som själv bodde i villasamhället Duvbo, och arkitekten David Jansson gjorde ritningar. Hösten 1903 lades grunden till kyrkan. Första söndagen i advent 27 november 1904 invigdes kyrkan av ärkebiskopen Johan August Ekman. Med bland gästerna fanns prins Carl och prinsessan Ingeborg. År 1955 restaurerades kyrkan under ledning av arkitekten Einar Lundberg. Den 11 december 1955 återinvigdes kyrkan av biskop Manfred Björkquist.

## Inventarier
- På korväggen, ovanför altaret, hänger ett krucifix i gips som är tillverkat av skulptören Carl Johan Dyfverman. Krucifixet förvärvades när kyrkan uppfördes och var ursprungligen vitt, men vid renoveringen 1955 färgsattes det för att mer påminna om de medeltida triumfkrucifixen.
- I kyrkan finns två dopfuntar. Den ursprungliga i trä tillverkades av församlingsbor och står numera i sidoskeppet. Vid 1955 års renovering skänktes en ny dopfunt till kyrkan. Denna är huggen i vit marmor av skulptören Bengt Härdelin. Tillhörande dopfat är utfört av silversmeden Bengt Liljedahl.
- Altarringen och predikstolen finns kvar sedan begynnelsen.
- Bänkarna är ursprungliga men flyttades om vid renoveringen 1955 så att en mittgång uppstod. Vid samma renovering tillkom nuvarande orgel och orgelläktare.

### Orgel
- 1914 byggde E F Walcker, Ludwigsburg, Tyskland en orgel med 6 stämmor.
- Den nuvarande orgeln byggdes 1955 av Åkerman & Lund, Knivsta och är en elektropneumatisk orgel. Orgeln har två fria och en fast kombination.  Ursprungligen hade den tolv stämmor, men kom senare att utvidgas med ytterligare tre stämmor.

| Huvudverk I   | Svällverk II      | Pedal            | Koppel  |
| Principal 8´  | Rörflöjt 8´       | Subbas 16´       | I/P     |
| Gedackt 8'    | Salicional 8'     | Gedacktpommer 8´ | II/P    |
| Oktava 4'     | Spetsflöjt 4'     | Koralbas 4'      | II/I    |
| Rörflöjt 4'   | Principal 2'      | Nachthorn 2'     | II 4'/I |
| Mixtur 3 chor | Scharf 3 chor     |                  |         |
|               | Regal 8'          |                  |         |
|               | Tremulant         |                  |         |
|               | Crescendosvällare |                  |         |

## Bildgalleri

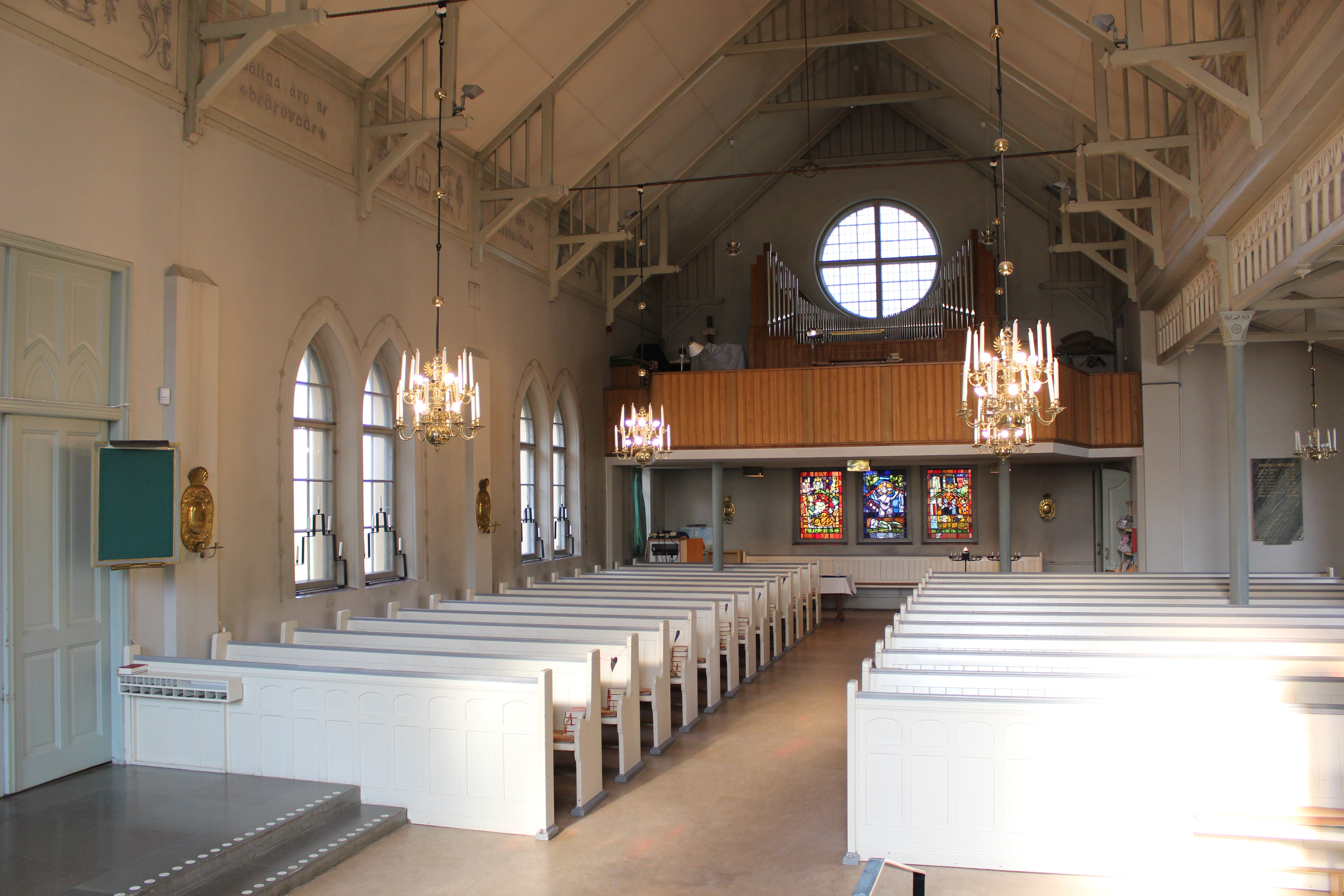
Kyrkorum mot väster
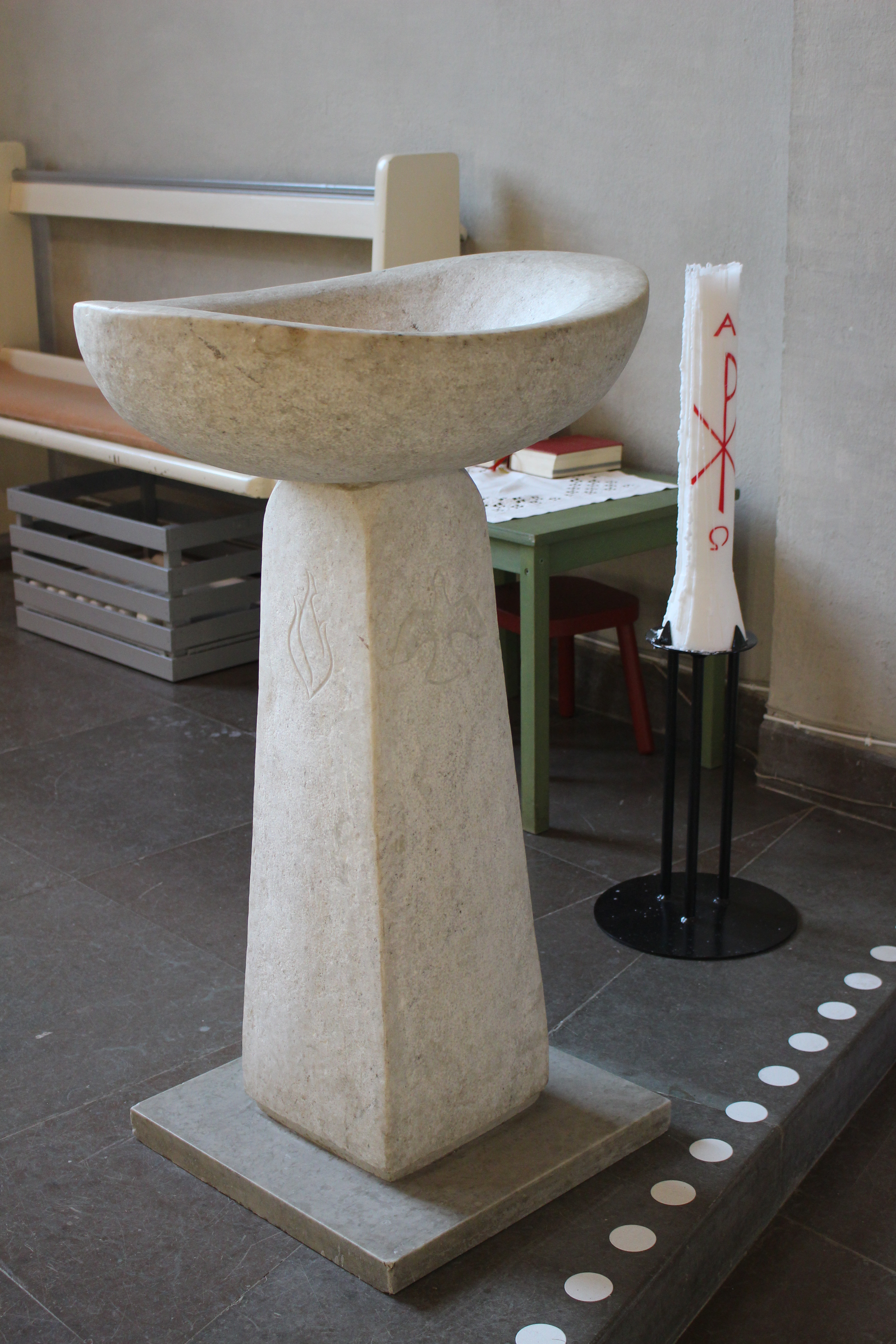
Dopfunt
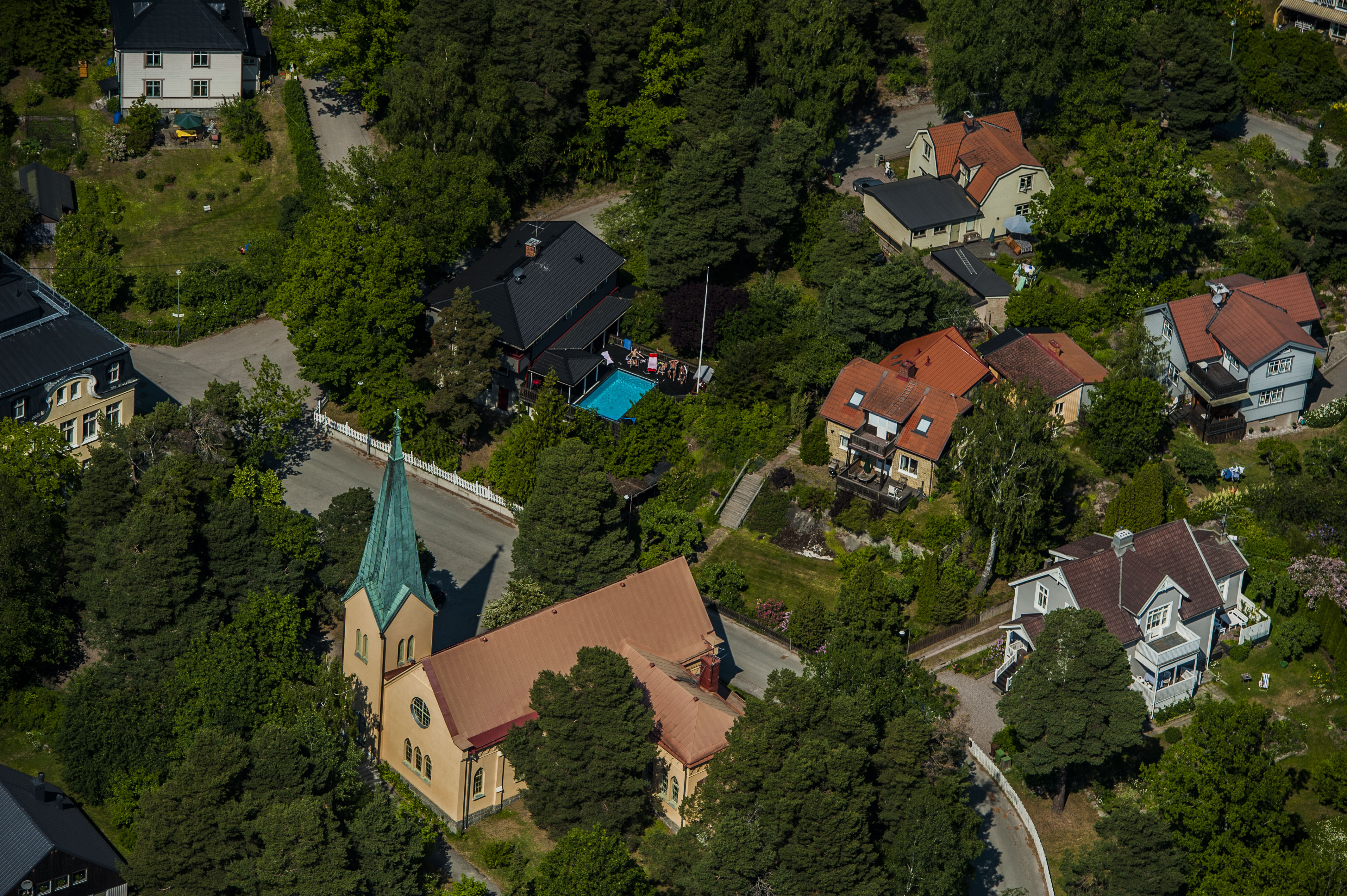
Flygbild över kyrkan
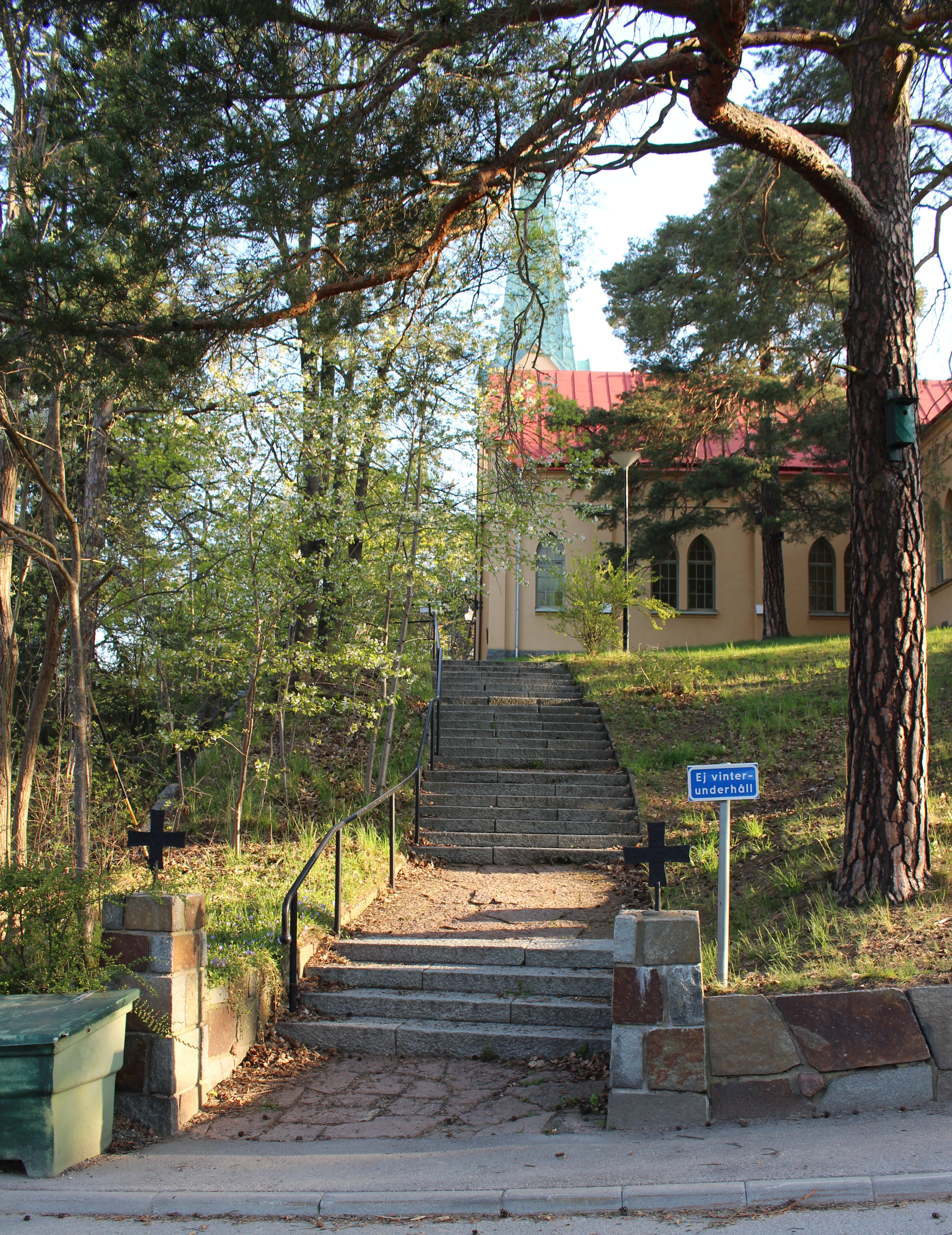
Södra sidan

## Omgivning
Mycket arbete krävdes för att få den kraftigt sluttande kyrktomten i ordning. Inte förrän på 1940-talet kom man igång och då byggdes terrassmurar och kyrkparken som stod klara 1943.
Till Duvbo kyrka hörde ursprungligen en egen kyrkogård. Denna kom att gränsa till Sundbybergs kyrkas begravningsplats och ingår nu i samma administrativa enhet.